# Glyphodes formosana
Glyphodes formosana là một loài bướm đêm trong họ Crambidae.